# Gúbretha Caratniad
Gúbretha Caratniad ['guvːrʴeθa 'karadnʴiað] („Die falschen Urteilssprüche Caratnias“) ist der Name einer Sammlung von abweichenden Urteilstexten in mittelirischer Sprache. Vermutlich um 800 n. Chr. entstanden, ist sie in einer Sammelhandschrift aus dem 12. Jahrhundert überliefert.
Das Werk nennt 51 Urteile, die dem Richter Caratnia, dem Rechtsberater des Königs Conn Cétchathach, zugeschrieben werden. Diese Urteile, die alle juristischen Teilgebiete umfassen, weichen von den üblichen tradierten irischen Rechtsnormen ab. Das Zusammenspiel zwischen Justiz und Thron und die Bedeutung des Königs als letzte Rechtsinstanz werden dabei ausdrücklich erwähnt.